# Clickx
Clickx is een Vlaams tijdschrift over computers en internet. Het verschijnt maandelijks. Clickx is een van de publicaties die wordt uitgegeven door Blue Pixl Media en is daarmee een zusteruitgave van onder andere TechPulse, en Shoot. Elke uitgave wordt aangevuld met een Clickx Xtra, die volledig in het thema staat van één onderwerp.
Clickx verscheen op 10 oktober 1996 voor het eerst als Clickx Magazine. Het blad werd destijds aangestuurd door Lodewijk Deleu en had een ietwat rebels karakter en een opvallend groot formaat.
In 2001 volgde een fusie met Computer Idee, een ander Vlaams computertijdschrift. Deleu werd als hoofdredacteur opgevolgd door Marian Kin. Na deze overname werd met de nummering van het tijdschrift weer bij 1 begonnen.
In 2006 vierde Clickx zijn tiende verjaardag. Het redactieteam bestond toen uit een vijftal vaste leden (hoofdredacteur Bart Bettens, Jo Verluyten, Andy Stevens, Bart Stoffels, Frederik Meuris), een aantal freelancers (Toon Van Daele, Dirk Schoofs, Catherine Nuyttens, Frederick Gordts) en huiscartoonist Tom Goovaerts.
In de zomer van 2010 onderging Clickx een doorgedreven herstilering, zowel inhoudelijk als uiterlijk. Het vernieuwde team bestond uit hoofdredacteur David Vanlaer, adjunct-hoofdredacteur Bart Bettens, redacteuren Els Bellens,Frederik Meuris en Cédric Van Loon en eindredactrice Sandy Hendrickx. In de zomer van 2011 volgde Frederik Meuris David Vanlaer op als hoofdredacteur.
Op 1 oktober 2013 ging Minoc Business Press, de uitgever van Clickx, failliet. Eind augustus 2013 was het Nederlandse moederbedrijf HUB Uitgevers al failliet gegaan, om begin september 2013 al een doorstart te maken als Reshift Digital zonder de Belgische uitgaves. Eind oktober 2014 maakte het failliete Minoc Business Press een doorstart onder de naam Minoc Media Services. Een deel van het personeel kwam mee aan boord. Clickx ging voort met Cédric Van Loon aan het roer als hoofdredacteur.
2016 was het jaar dat Clickx een grondige opfrissing kreeg, samen met de vernieuwde website.
In april 2018 ging ook Minoc Media Services failliet. Dezelfde eigenaren maakten opnieuw een doorstart, dit keer onder de naam Minoc Data Services. Na het vertrek van het voormalige redactieteam werd Pieter-Jan Claes in het voorjaar van 2018 benoemd tot hoofdredacteur van het magazine Clickx. Op 1 januari 2020 ging Minoc Data Services op in het bedrijf Blue Pixl Media, dat sindsdien het magazine uitgeeft.
Het vaste redactieteam in 2024 bestaat uit hoofdredacteur Marijn Ceulemans en vaste redactieleden Bram Lodewijks, Arthur De Graef, Jeffrey van de Velde, Jouri Altorf en Cas Kulk.